# Pogrom d'Alep

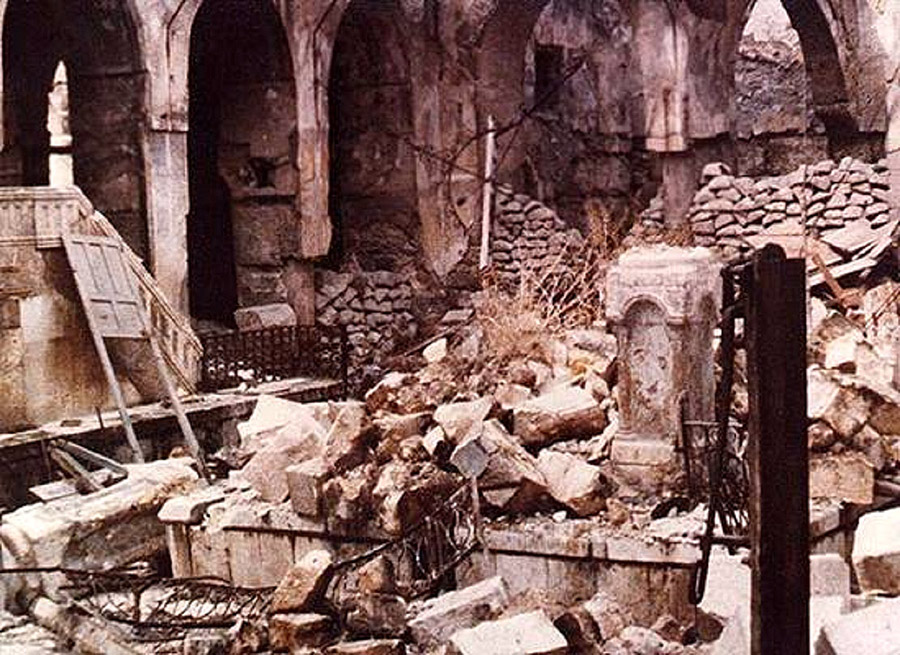
Ruines de la grande synagogue d'Alep en 1947.

Le pogrom d'Alep est une émeute dirigée contre les Juifs syriens ayant fait 75 morts dans la communauté juive de la ville d'Alep en Syrie en décembre 1947, dans un contexte de violence anti-juive dans plusieurs pays du monde arabe, en relation avec le conflit arabo-sioniste. 
Il s'agit d'une des plus violentes attaques contemporaines contre la communauté juive Mizrahim avec le Farhoud de 1941 en Irak et le pogrom d'Aden en 1947.
La communauté juive était installée dans la ville depuis deux mille ans et comptait 10 000 membres. En 1853, la communauté avait déjà subi un pogrom.

## Déroulement
Dès l'indépendance de la Syrie en avril 1946, le gouvernement commence l'oppression de la minorité juive du pays en licenciant tous les fonctionnaires juifs et en asphyxiant les commerces appartenant à des membres de cette communauté.
Les émeutes éclatent le 2 décembre 1947, trois jours du plan de partage de la Palestine par l'Assemblée des Nations unies , quand de nombreuses manifestations se tiennent dans le monde arabe,
Le gouvernement local encourage et organise les attaques des habitants arabes contre la population juive. Le nombre total de Juifs tués n'est pas précisément connu mais est estimé à 75 auxquels il faut ajouter plusieurs centaines de Juifs blessés,,.

## Bilan
10 synagogues, cinq écoles, un orphelinat, un club de jeunes, de nombreux magasins et 150 maisons sont incendiés et détruits. Les dommages aux biens sont estimés à 2,5 millions de dollars américains de l'époque.
Le Codex d'Alep, parchemin de la Thora extrêmement précieux, est jeté au sol et éparpillé. Une partie des pages a disparu, sans doute emmenée par des émeutiers ou par des membres de la communauté. Il est possible qu'elles aient brûlées, mais le reste du codex sera retrouvé quelques années plus tard.
À la suite de ces attaques, la communauté juive de la ville commence son déclin. Les membres sont obligés de fuir par petits groupes lors des mois qui suivent. Le 22 décembre 1947, le gouvernement syrien décrète l'interdiction pour les Juifs de vendre leurs biens.
En août 1949, l'attaque à la grenade contre la synagogue de la Menarsha dans le quartier juif de Damas fait 12 morts (en). Cette suite d'évènements incite la majorité des Juifs syriens à partir pour Israël. En 1959, il ne restait plus que 2 000 Juifs à Alep et il n'en reste plus aucun aujourd'hui.